# John Wesley Shipp
John Wesley Shipp (Norfolk, 22 gennaio 1955) è un attore statunitense.

## Biografia
Ha vissuto a New York dove ha studiato recitazione. 
Ha recitato per la prima volta nel 1980 nella soap opera Sentieri, interpretando il ruolo del dr. Kelly Nelson.
Ha vinto per due volte consecutive l'Emmy Awards, la prima volta per Così gira il mondo e la seconda volta per Santa Barbara, dove interpretava Martin Ellis, l'ex fidanzato piuttosto manesco di Victoria Lane.
Il ruolo per cui è maggiormente conosciuto è quello di Mitch Leery nella serie tv Dawson's Creek dove interpreta il ruolo del padre del protagonista. Prima ancora aveva interpretato Barry Allen in Flash, nel 1990.
Nella serie statunitense The Flash del 2014 ricopre il ruolo di Henry Allen, il padre di Barry Allen/Flash per poi interpretare un'altra incarnazione di Flash, ovvero Jay Garrick. Nel 2018, durante il crossover DC Elseworlds, riprende dopo circa 30 anni il ruolo del suo originale Flash interpretato nel 1990, inserito nell'Arrowverse come Flash di Terra-90, ruolo che continuerà anche nel 2019 nel crossover successivo Crisi sulle Terre infinite.

## Filmografia

### Cinema
- La storia infinita 2 (The NeverEnding Story II: The Next Chapter) (1990)
- Inganno fatale (Soft Deceit), regia di Jorge Montesi  (1994)
- Second to Die , regia di Brad Marlowe  (2002)
- Christie's Revenge (2007)
- Karma Police (2007) - film
- Port City , regia di Andy Brown  (2009)
- Separation Anxiety , regia di Cole Simon  (2010)
- Hell and Mr. Fudge , regia di Jeff Wood  (2012)
- Golden Shoes , regia di Lance Kawas  (2015)
- The Sector , regia di Josh Ridgway  (2016)
- Sensory Perception , regia di Alessandro Signore  (2019)
- Night Sweats , regia di Andrew Lyman-Clarke  (2019)
- Climbing Life , (2021)

### Televisione
- The Dirtiest Show in Town (1980) - film TV
- Fantasilandia (Fantasy Island) - serie TV, episodio 6x11 (1983)
- Sentieri (Guiding Light) - soap opera, 26 episodi (1980-1984)
- Così gira il mondo (As the World Turns) - soap opera, 7 episodi (1985-1986)
- Santa Barbara - soap opera, 11 puntate (1986)
- Flash - serie TV, 22 episodi (1990)
- La valle dei pini (All My Children) - serie TV, 60 episodi (1994)
- NYPD - New York Police Department (NYPD Blue) - serie TV, 2 episodi (1994)
- Sisters  - serie TV, 10 episodi (1994-1995)
- JAG - Avvocati in divisa (JAG) - serie TV, 2 episodi (1995-2004)
- Gli specialisti (Soldier of Fortune, Inc.) - serie TV,  episodio 1x05 (1997)
- Oltre i limiti (The Outer Limits) - serie TV (2001)
- Dawson's Creek - serie TV (1998-2002)
- CSI New York - serie TV (2006)
- Teen Wolf - serie TV, episodi 2x01-2x02-2x10 (2012)
- Blindspot - serie TV, episodio 2x15 (2017)
- Supergirl - serie TV, episodio 4x08 (2018)
- The Flash - serie TV (2014-2023)
- Stargirl - serie TV, episodio 2x09 (2021)

## Doppiatori italiani
Nelle versioni in italiano delle opere in cui ha recitato, John Wesley Shipp è stato doppiato da:
- Stefano Benassi in Flash, The Flash, Arrow, Supergirl
- Roberto Pedicini in Dawson's Creek, Flash (edizione VHS)
- Francesco Pannofino ne La storia infinita 2
- Massimo Lodolo in Oltre i limiti
- Davide Marzi in CSI: NY
- Sergio Di Stefano in The Closer
- Pasquale Anselmo in Teen Wolf
- Antonio Sanna in Golden Shoes
- Saverio Indrio in Blindspot